# دونالد غرين
دونالد غرين (بالإنجليزية: Donald Green)‏ (22 نوفمبر 1933 في أستراليا - ) هو لاعب كريكت أسترالي. لعب مع فريق فكتوريا للكريكت.

## وصلات خارجية
- دونالد غرين على موقع إي آس بي آن كريك إنفو (الإنجليزية)